# Influenzavirus A subtype H5N2

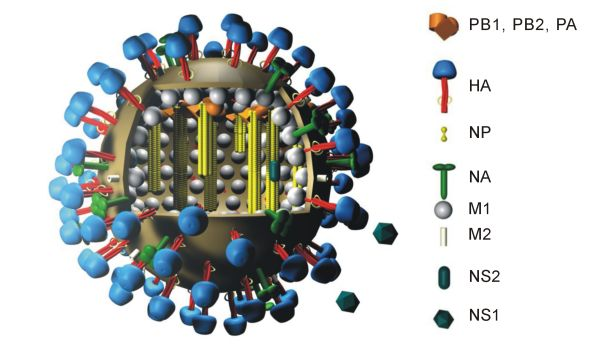
Het griepvirus

H5N2 is een variant van het vogelgriepvirus.

## Gevallen van H5N2
In de geschiedenis is het enkele malen gebeurd dat een zeer pathogene H5N2-golf griepuitbraken veroorzaakte, met verspreiding naar verschillende boerderijen en grote economische verliezen tot gevolg. Dit gebeurde in 1983 in Pennsylvania (Verenigde Staten) bij kippen en kalkoenen, in 1994 in Mexico (alleen bij kippen), en in 1997 vond een kleinere uitbraak bij kippen plaats in Italië.
Op 12 november 2005 werd het volgende bericht:
"De autoriteiten zegden dat een van twee in Koeweit gevonden vogels die met vogelpest waren besmet, het H5N1-virus heeft. De besmette vogel was een trekkende flamingo, die op een Koeweits strand werd gevonden. De andere vogel was een geïmporteerde valk, die door de lichtere variant H5N2 was getroffen."
Op 12 mei 2006 was het volgende te lezen op de website van The China Post:
"Het Japanse ministerie van gezondheid zei donderdag (de dag ervoor, WP) dat 93 arbeiders in pluimveebedrijven bij Tokio (prefectuur in Kanto (Japan) en nationale hoofdstad, WP) vorig jaar misschien zijn blootgesteld aan H5N2, waarvan tot op vandaag werd verondersteld dat het geen mensen kon besmetten. 'Voorlopige tests op de arbeiders zijn positief voor H5N2-tegengif, wat wil zeggen dat zij vroeger al aan het virus werden blootgesteld', zei Takimoto (Hiroshi Takimoto is beambte van betreffend ministerie, WP). Blootstelling aan het virus in kwestie brengt mogelijk besmetting met zich mee. Verder zei hij dat geen enkele arbeider positief heeft getest op het virus zelf, noch dat er griepsymptomen constateerbaar waren. [...] In Ibaraki (stad in Osaka (Kansai, Japan), WP) zijn circa 5,7 miljoen vogels naar aanleiding van het H5N2-virus vernietigd."
Een H5N2-uitbraak op een boerderij in Zuid-Afrika had het afmaken van alle van de zestig aanwezige struisvogels tot gevolg. Het ging om een gelijkaardig geval als dat van 2004/2005 in hetzelfde land.
In 2015 was er een uitbraak van H5N2 in het midwesten van de Verenigde Staten. Op 30 mei waren al meer dan 43 miljoen vogels vernietigd, waarvan meer dan 30 miljoen in Iowa.
In juni 2024 werd in Mexico het eerste geval gemeld van een mens die geïnfecteerd was met dit virus.

## Toepassing
In China wordt H5N2 gebruikt als vaccin tegen H5N1.